# Union des oulémas d'Afrique

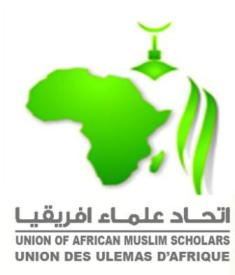
Logo de l'Union des oulémas

L'union des oulémas d'Afrique est un organisme islamique composé de scientifiques originaires de l'Afrique subsaharienne. Créée en 2011, elle est basée à Bamako, capitale de la République du Mali. Elle est dirigée par le Dr Said Burhan et son secrétaire général, le Dr Said Mohamed Baba Sylla

## Création
L'union des oulémas d'Afrique est créée lors d'un congrès tenu à Bamako (Mali) du 8 au 10 juillet 2011, soit du 7 au 9 Cha’aban 1432H. Le congrès a été inauguré par le président du Mali Amadou Toumani Touré. L'organisation regroupe 124 participants venus de 38 pays africains, a la présence du président de la République du Mali , Amadou Toumani Toure. Le thème a l’ordre du jour portait sur le « rôle des ulémasdans la consolidation de la paix ».

## But
La création de cette section d’Afrique subsaharienne répond au besoin de servir  de référence scientifique à l’organisation des oulémas du monde sur toutes les questions liées à l’islam et ses pratiques.
Cette organisation  vise a renforcer les liens entre les oulémas du continent, à bannir la division et la dispersion entre eux, à intensifier les efforts tendant au développement humain et au développement des richesses naturelles, a ajuster les fatwas d’ordre public et à les unifier et enfin propager l’islam « dans son image vraie, un islam éloigné de la violence, de l’exagération, des idées destructrices et extrémistes ».

## Positions
L'organisation a notamment participé en 2013 à des travaux avec la Croix rouge concernant la protection légale des prisonniers.
L'union des oulémas d'Afrique est d'orientation salafiste et diffuse en plusieurs langues des écrits liés à l'islam wahhabite. Elle a notamment été félicitée par Saleh bin Abdul-Aziz Al ash-Sheikh, ministre saoudien des affaires islamiques, en 2018.